# ХИП-Азотара
ХИП–Азотара или једноставно Азотара, је српска компанија за производњу вештачких ђубрива и азотних једињења, са седиштем у Панчеву, Србија. Основано је 1975. године.

## Историја
Године 1962. основан је југословенски индустријски гигант - "Хемијска индустрија Панчево" са седиштем у Панчеву, да би 1975. године била подељена је на две компаније које се налазе у непосредној близини - ХИП-Азотара (за минерална ђубрива) и ХИП-Петрохемија (за петрохемију). ХИП-Петрохемија је изграђена на успеху ХИП-Азотаре, а тек 1990. године предузећа су потпуно одвојена. ХИП-Азотара никада није тражила свој удео у власништву ХИП-Петрохемије, јер су обе биле у државном власништву.
Објекти Азотаре су гађани и бомбардовани током НАТО бомбардовања Југославије и процењује се да је око 250 тона течног амонијака исцурило у земљу и у системе за отпадне воде као резултат бомбардовања.

### 2006–2009
У априлу 2006. ХИП-Азотара је приватизована и продата литванско-српском конзорцијуму, који чине Arvi & Co, Sanitex, and Univerzal-holding за 13,1 милион евра.

### 2009–2021: Преузимање Србијагаса
Приватизација из 2006. године је отказана у јануару 2009. године и 55 милиона евра дуга је претворено у власничке акције, а Србијагас је требала да постане већински акционар са 81,6% акција. У априлу 2012. године је да је отписано 130 милиона евра дуга. У марту 2013. Србијагас је и формално преузео ХИП-Азотару. У периоду од септембра 2018. до маја 2021. године, ХИП-Азотара је била у стечајном поступку.

### 2021 – данас: Продаја ХИП-Азотаре Промисту
У мају 2021. продат је новосадском предузећу Промист за 650 милиона динара. У мају 2022. године је најављено да се планира отварање погона за производњу плавог водоника у будућности у ХИП-Азотари.